# New Paris (Indiana)
Pour les articles homonymes, voir New Paris.
New Paris est une census-designated place (CDP) dans le comté d'Elkhart dans l'Indiana, aux États-Unis.